# August Upmark
August Upmark, född 17 augusti 1865 i Uppåkra församling, Malmöhus län, död 18 april 1943 i Lunds domkyrkoförsamling, Malmöhus län, var en svensk fysiker.
Upmark blev student vid Lunds universitet 1887, filosofie kandidat 1893, filosofie licentiat 1900 och filosofie doktor samma år på avhandlingen Om några platinaetylseleninföreningar. Han var docent i experimentalfysik vid Lunds universitet 1902–1904, blev lektor i bland annat redskapslära och praktisk matematik vid Alnarps lantbruksinstitut 1903 och var professor i fysik och redskapslära där från 1917. 
August Upmark var son till byggmästare Jöns Göransson och Hanna Andersson. Han var måg till Carl Jacob Ask och far till Erik Ask-Upmark. August Upmark är begraven på Norra kyrkogården i Lund.